# Sympetrum fonscolombii
Sympetrum fonscolombii (Selys, 1840) je vrsta iz familije Libellulidae. Srpski naziv ove vrste je Plavooki poljski konjic.

## Opis vrste
Trbuh mužjaka je crven s dve crne tačke na samom kraju i crnim crticama s bočne strane tela. Grudi su tamnije s tankim, crnim crtama. Trbuh ženke je oker, sa sličnim rasporedom crnih šara kao kod mužjaka, grudi takođe. Oči ove vrste su dvobojne, gornja polovina kod mužjaka je crvena, dok je kod ženke braon, a donja polovina kod oba pola je plava. Noge oba pola su crne s tankom, žutom, uzdužnom linijom. Krila su providna sa blago obojenom osno vom donjeg para u narandžasto. Pterostigma je svetla i krupna. Nervatura krila mu žjaka je obojena crveno, dok je kod ženke žuta .

## Stanište
Manje, otvorene, plitke stajaće vode (manja jezera, bare, šljunkare i sl).       

## Životni ciklus
Parenje se odigrava u vazduhu. Mužjak i ženka zajedno, u tandemu polažu jaja spuštajući ih na površinu vode. Larve se razvijaju brzo i ova vrsta može imati više generacija godišnje. Egzuvije ostavljaju na obalnim biljkama.

## Sezona letenja
Sezona letenja traje od maja do novembra.

## Literatura
- Askew, R.R. (2004) The Dragonflies of Europe. (revised ed.) Harley Books.pp180 and 213 .  0-946589-75-5
- Boudot JP., et al. (2009) Atlas of the Odonata of the Mediterranean and North Africa. Libellula Supplement 9:1-256.
- Dijkstra, K-D.B & Lewington, R. (2006) Field Guide to the Dragonflies of Britain and Europe. British Wildlife Publishing.  0-9531399-4-8.

## Spoljašnje veze
- African Dragonflies and Damselflies Online Архивирано на веб-сајту  (23. октобар 2019) Red-veined darter in Africa